# Circadianeritmestoornis
Circadianeritmestoornissen (CRSD, naar de Engelse term circadian rhythm sleep disorder) zijn een verzameling slaapstoornissen waarbij de timing van de slaap is verstoord. Mensen die lijden aan een circadianeritmestoornis hebben moeite met in slaap vallen en wakker worden op tijden die in de samenleving als normaal worden beschouwd, of die nodig zijn voor werk, school of sociale zaken. Deze patiënten zouden voldoende, kwalitatieve slaap kunnen krijgen als ze volgens hun eigen interne klok zouden kunnen slapen.

## Typen
Circadianeritmestoornissen kunnen worden onderverdeeld in twee hoofdcategorieën: extrinsiek en intrinsiek.

### Extrinsiek
Er bestaat één soort circadianeritmestoornis dat wordt veroorzaakt door een extrinsieke factor. Dit wil zeggen dat de stoornis in het slaap-waakritme wordt veroorzaakt door een invloed buiten het lichaam van de patiënt:
- Ploegendienst-slaap-waakstoornis

### Intrinsiek
De meeste circadianeritmestoornissen worden veroorzaakt door factoren binnen het lichaam van de persoon. De biologische klok functioneert hierbij niet naar behoren. Dit kan leiden tot verschillende soorten stoornissen in het circadiane ritme:
- Versnelde-slaapfasesyndroom
- Vertraagde-slaapfasesyndroom
- Onregelmatig slaap-waakritme
- Niet-24-uurs-slaap-waakritme